# Stagioni dei Miami Dolphins
Questa è la lista delle stagioni sportive dei Miami Dolphins nella National Football League che documenta i risultati stagione per stagione dal 1966 ad oggi, compresi i risultati nei play-off.

## Risultati stagione per stagione
| Cronistoria dei Miami Dolphins | Cronistoria dei Miami Dolphins | Cronistoria dei Miami Dolphins | Cronistoria dei Miami Dolphins | Cronistoria dei Miami Dolphins | Cronistoria dei Miami Dolphins | Cronistoria dei Miami Dolphins | Cronistoria dei Miami Dolphins | Cronistoria dei Miami Dolphins | Cronistoria dei Miami Dolphins | Cronistoria dei Miami Dolphins                                                                                          |                              |
| Stagione di lega               | Stagione di squadra            | Lega                           | Conference                     | Division                       | Stagione regolare              | Stagione regolare              | Stagione regolare              | Stagione regolare              | Play-off | Premi individuali |                              |
| Stagione di lega               | Stagione di squadra            | Lega                           | Conference                     | Division                       | Pos.                           | V                              | S                              | P                              | Play-off | Premi individuali |                              |
| ------------------------------ | ------------------------------ | ------------------------------ | ------------------------------ | ------------------------------ | ------------------------------ | ------------------------------ | ------------------------------ | ------------------------------ | --- | --- | ---------------------------- |
| 1966                           | 1966                           | AFL                            |                                | Eastern                        | 5                              | 3                              | 11                             | 0                              | non disputati | Inserite nella AFL Eastern, viene giocato il 1º Super Bowl.                                                             |                              |
| 1967                           | 1967                           | AFL                            |                                | Eastern                        | 4                              | 4                              | 10                             | 0                              | non disputati | |                              |
| 1968                           | 1968                           | AFL                            |                                | Eastern                        | 3                              | 5                              | 8                              | 1                              | non disputati | |                              |
| 1969                           | 1969                           | AFL                            |                                | Eastern                        | 5                              | 3                              | 10                             | 1                              | non disputati | |                              |
| 1970                           | 1970                           | NFL                            | AFC                            | East                           | 2                              | 10                             | 4                              | 0                              | S Divisional play-off contro gli Oakland Raiders (14-21) | Inseriti nella AFC East a seguito della fusione tra AFL e NFL.                                                          |                              |
| 1971                           | 1971                           | NFL                            | AFC                            | East                           | 1                              | 10                             | 3                              | 1                              | V Divisional play-off contro i Kansas City Chiefs (27-24) V AFC Championship contro gli Indianapolis Colts (21-0) S Super Bowl VI contro i Dallas Cowboys (3-24)                                               | |                              |
| 1972                           | 1972                           | NFL                            | AFC                            | East                           | 1                              | 14                             | 0                              | 1                              | V Divisional play-off contro i Cleveland Browns (20-14) V AFC Championship contro i Pittsburgh Steelers (21-17) V Super Bowl VII contro i Washington Redskins (14-7)                                           | |                              |
| 1973                           | 1973                           | NFL                            | AFC                            | East                           | 1                              | 12                             | 2                              | 0                              | V Divisional play-off contro i Cincinnati Bengals (34-16) V AFC Championship contro gli Oakland Raiders (27-10) V Super Bowl VIII contro i Minnesota Vikings (24-7)                                            | |                              |
| 1974                           | 1974                           | NFL                            | AFC                            | East                           | 1                              | 11                             | 3                              | 0                              | S Divisional play-off contro gli Oakland Raiders (26-28) | |                              |
| 1975                           | 1975                           | NFL                            | AFC                            | East                           | 2                              | 10                             | 4                              | 0                              | non disputati | |                              |
| 1976                           | 1976                           | NFL                            | AFC                            | East                           | 3                              | 6                              | 8                              | 0                              | non disputati | |                              |
| 1977                           | 1977                           | NFL                            | AFC                            | East                           | 2                              | 10                             | 4                              | 0                              | non disputati | |                              |
| 1978                           | 1978                           | NFL                            | AFC                            | East                           | 2                              | 11                             | 5                              | 0                              | S Wild Card Game contro gli Houston Oilers (9-17) | Da questa stagione le partite della stagione regolare diventano 16.                                                     |                              |
| 1979                           | 1979                           | NFL                            | AFC                            | East                           | 1                              | 10                             | 6                              | 0                              | S Divisional play-off contro i Pittsburgh Steelers (14-34) | |                              |
| 1980                           | 1980                           | NFL                            | AFC                            | East                           | 3                              | 8                              | 8                              | 0                              | non disputati | |                              |
| 1981                           | 1981                           | NFL                            | AFC                            | East                           | 1                              | 11                             | 4                              | 1                              | S Divisional play-off contro i San Diego Chargers (38-41) | |                              |
| 1982                           | 1982                           | NFL                            | AFC                            | --                             | 2                              | 7                              | 2                              | 0                              | V First Round contro i New England Patriots (28-13) V Second Round contro i San Diego Chargers (34-13) V AFC Championship contro i New York Jets (14-0) S Super Bowl XVII contro i Washington Redskins (17-27) | In questa stagione a causa di uno sciopero vennero giocate solamente 9 partite e non vi furono classifiche di Division. |                              |
| 1983                           | 1983                           | NFL                            | AFC                            | East                           | 1                              | 12                             | 4                              | 0                              | S Divisional play-off contro i Seattle Seahawks (20-27) | |                              |
| 1984                           | 1984                           | NFL                            | AFC                            | East                           | 1                              | 14                             | 2                              | 0                              | V Divisional play-off contro i Seattle Seahawks (31-10) V AFC Championship contro i Pittsburgh Steelers (45-28) S Super Bowl XIX contro i San Francisco 49ers (16-38)                                          | |                              |
| 1985                           | 1985                           | NFL                            | AFC                            | East                           | 1                              | 12                             | 4                              | 0                              | V Divisional play-off contro i Cleveland Browns (24-21) S AFC Championship contro i New England Patriots (14-31)                                                                                               | |                              |
| 1986                           | 1986                           | NFL                            | AFC                            | East                           | 3                              | 8                              | 8                              | 0                              | non disputati | |                              |
| 1987                           | 1987                           | NFL                            | AFC                            | East                           | 3                              | 8                              | 7                              | 0                              | non disputati | In questa stagione a causa di uno sciopero hanno giocato una partita in meno.                                           |                              |
| 1988                           | 1988                           | NFL                            | AFC                            | East                           | 5                              | 6                              | 10                             | 0                              | non disputati | |                              |
| 1989                           | 1989                           | NFL                            | AFC                            | East                           | 3                              | 8                              | 8                              | 0                              | non disputati | |                              |
| 1990                           | 1990                           | NFL                            | AFC                            | East                           | 2                              | 12                             | 4                              | 0                              | V Wild Card Game contro i Kansas City Chiefs (17-16) S Divisional play-off contro i Buffalo Bills (34-44) | |                              |
| 1991                           | 1991                           | NFL                            | AFC                            | East                           | 3                              | 8                              | 8                              | 0                              | non disputati | |                              |
| 1992                           | 1992                           | NFL                            | AFC                            | East                           | 1                              | 11                             | 5                              | 0                              | V Divisional play-off contro i San Diego Chargers (31-0) S AFC Championship contro i Buffalo Bills (10-29) | |                              |
| 1993                           | 1993                           | NFL                            | AFC                            | East                           | 2                              | 9                              | 7                              | 0                              | non disputati | |                              |
| 1994                           | 1994                           | NFL                            | AFC                            | East                           | 1                              | 10                             | 6                              | 0                              | V Wild Card Game contro i Kansas City Chiefs (27-17) S Divisional play-off contro i San Diego Chargers (21-22)                                                                                                 | |                              |
| 1995                           | 1995                           | NFL                            | AFC                            | East                           | 3                              | 9                              | 7                              | 0                              | S Wild Card Game contro i Buffalo Bills (22-37) | |                              |
| 1996                           | 1996                           | NFL                            | AFC                            | East                           | 4                              | 8                              | 8                              | 0                              | non disputati | |                              |
| 1997                           | 1997                           | NFL                            | AFC                            | East                           | 2                              | 9                              | 7                              | 0                              | S Wild Card Game contro i New England Patriots (3-17) | |                              |
| 1998                           | 1998                           | NFL                            | AFC                            | East                           | 2                              | 10                             | 6                              | 0                              | V Wild Card Game contro i Buffalo Bills (24-17) S Divisional play-off contro i Denver Broncos (3-38) | |                              |
| 1999                           | 1999                           | NFL                            | AFC                            | East                           | 3                              | 9                              | 7                              | 0                              | V Wild Card Game contro i Seattle Seahawks (20-17) S Divisional play-off contro i Jacksonville Jaguars (7-62)                                                                                                  | |                              |
| 2000                           | 2000                           | NFL                            | AFC                            | East                           | 1                              | 11                             | 5                              | 0                              | V Wild Card Game contro gli Indianapolis Colts (23-17) S Divisional play-off contro gli Oakland Raiders (0-27)                                                                                                 | |                              |
| 2001                           | 2001                           | NFL                            | AFC                            | East                           | 2                              | 11                             | 5                              | 0                              | S Wild Card Game contro i Baltimore Ravens (3-20) | |                              |
| 2002                           | 2002                           | NFL                            | AFC                            | East                           | 3                              | 9                              | 7                              | 0                              | non disputati | |                              |
| 2003                           | 2003                           | NFL                            | AFC                            | East                           | 2                              | 10                             | 6                              | 0                              | non disputati | |                              |
| 2004                           | 2004                           | NFL                            | AFC                            | East                           | 4                              | 4                              | 12                             | 0                              | non disputati | |                              |
| 2005                           | 2005                           | NFL                            | AFC                            | East                           | 2                              | 9                              | 7                              | 0                              | non disputati | |                              |
| 2006                           | 2006                           | NFL                            | AFC                            | East                           | 4                              | 6                              | 10                             | 0                              | non disputati | |                              |
| 2007                           | 2007                           | NFL                            | AFC                            | East                           | 4                              | 1                              | 15                             | 0                              | non disputati | |                              |
| 2008                           | 2008                           | NFL                            | AFC                            | East                           | 1                              | 11                             | 5                              | 0                              | S Wild Card Game contro i Baltimore Ravens (9-27) | |                              |
| 2009                           | 2009                           | NFL                            | AFC                            | East                           | 3                              | 7                              | 9                              | 0                              | non disputati | |                              |
| 2010                           | 2010                           | NFL                            | AFC                            | East                           | 3                              | 7                              | 9                              | 0                              | non disputati | |                              |
| 2011                           | 2011                           | NFL                            | AFC                            | East                           | 3                              | 6                              | 10                             | 0                              | non disputati | |                              |
| 2012                           | 2012                           | NFL                            | AFC                            | East                           | 2                              | 7                              | 9                              | 0                              | non disputati | |                              |
| 2013                           | 2013                           | NFL                            | AFC                            | East                           | 3                              | 8                              | 8                              | 0                              | non disputati | |                              |
| 2014                           | 2014                           | NFL                            | AFC                            | East                           | 3                              | 9                              | 9                              | 0                              | non disputati | |                              |
| 2015                           | 2015                           | NFL                            | AFC                            | East                           | 4                              | 6                              | 10                             | 0                              | non disputati | |                              |
| 2016                           | 2016                           | NFL                            | AFC                            | East                           | 2                              | 10                             | 6                              | 0                              | S Wild Card Game contro i Pittsburgh Steelers (12-30) | |                              |
| 2017                           | 2017                           | NFL                            | AFC                            | East                           | 3                              | 6                              | 10                             | 0                              | non disputati | |                              |
| Totale                         | Totale                         | Totale                         | Totale                         | Totale                         | Totale                         | 445                            | 351                            | 4                              | Record di stagione regolare | Record di stagione regolare                                                                                             | Record di stagione regolare  |
| Totale                         | Totale                         | Totale                         | Totale                         | Totale                         | Totale                         | 20                             | 21                             |                                | Record dei play-off | Record dei play-off | Record dei play-off          |
| Totale                         | Totale                         | Totale                         | Totale                         | Totale                         | Totale                         | 465                            | 372                            | 4                              | Stagione regolare e play-off | Stagione regolare e play-off                                                                                            | Stagione regolare e play-off |

Legenda
- Vittoria nel Super Bowl (dal 1966)
- Vittoria nella lega (1920-1969)
- Vittoria nella Conference

- Vittoria nella Division
- Qualificazione al Wild Card Game (dal 1978)
- V = Vittorie

- S = Sconfitte
- P = Pareggi
- T = Posizione a pari merito